# Лапш (річка)
Лапш, Лапшин — річка в Самбірському районі Львівської області, права притока Стрию (басейн Дністра).

## Опис
Довжина річки приблизно 3 км. Висота витоку над рівнем моря — 690 м, висота гирла — 568 м, падіння річки — 122 м, похил річки — 40,67 м/км. Формується з багатьох безіменних струмків.

## Розташування
Бере початок біля підніжжя Студеної Гори. Тече переважно на північний схід і на південно-східній стороні від села Ісаї впадає в річку Стрий, праву притоку Дністра.